# Edward Fleming
Edward Andreas Fleming Møller (25. juli 1924 i Farum – 12. juni 1992 i Kastrup) var en dansk skuespiller og filminstruktør.
Han scenedebuterede på Det ny Teater i Sommer i Tyrol, og har også haft danseengagementer i Paris.
Han blev senere kendt som filminstruktør, hvor han bl.a. stod bag filmene Og så er der bal bagefter (1970), Den korte sommer (1976), Rend mig i traditionerne (1979), De uanstændige (1983), Den kroniske uskyld (1985) og Sidste akt (1987).
I tv medvirkede han bl.a. i serien En by i provinsen.
Han er begravet på Sundby Kirkegård.

## Udvalgt filmografi
- Slå først, Frede – 1965
- Olsen-banden på spanden – 1969
- Tænk på et tal – 1969
- Med kærlig hilsen – 1971
- Olsen-bandens store kup – 1972
- Sønnen fra Vingården – 1975
- Den korte sommer – 1976
- Hjerter er trumf – 1976
- Hør, var der ikke en som lo? – 1978
- Lille spejl – 1978 (også instruktør)
- Olsen-banden går i krig – 1978
- Olsen-banden overgiver sig aldrig – 1979
- Olsen-banden over alle bjerge – 1981
- Ballerup Boulevard – 1986

## Eksterne links
- Edward Fleming på Internet Movie Database (engelsk)
- Edward Fleming på Filmdatabasen
- Edward Fleming på danskefilm.dk
- Edward Fleming på danskfilmogtv.dk
- Edward Fleming på Scope
- Edward Fleming på Svensk Filmdatabas (svensk)
- Edward Fleming på AlloCiné (fransk)
- Edward Fleming på AllMovie (engelsk)
- Edward Fleming på The Movie Database (engelsk)
- Edward Fleming på gravsted.dk